# 南大沢市
南大沢市（みなみおおさわし）という市は存在しない。
- 東京都の南大沢駅とその周辺の地域は、独立した市ではなく八王子市の一部である（旧由木村）。